# Richard Witschge
Richard P. Witschge (Amsterdã, 20 de setembro de 1969) é um ex-futebolista neerlandês, que atuava como meio-campista .

## Carreira

### Clubes
Ele é irmão mais novo de Rob, que também foi jogador da seleção. Richard jogou pelo Ajax (1986-91), FC Barcelona (1991-93), Bordeaux (1993-95), Blackburn Rovers (1995), Ajax (1996-2000), Deportivo Alavés (2001-02), Ajax (2002-03), e Oita Trinita (2004).

## Seleção

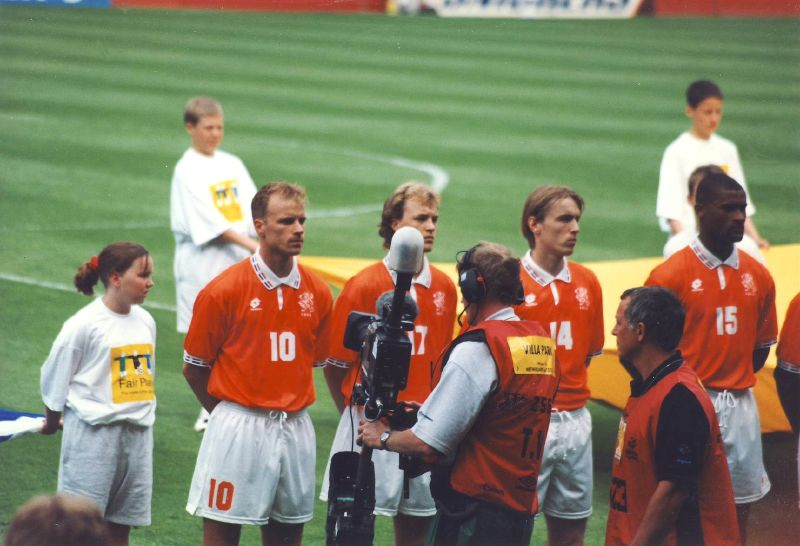
A Seleção Neerlandesa antes de um jogo da Eurocopa 1996. Witschge, número 14, é o terceiro jogador, da esquerda para a direita

Witschge estreou pelos Países Baixos em 21 de fevereiro de 1990 em um amistoso contra a Itália (0-0). 
Jogou 31 partidas pela seleção, marcando um gol. Ele participou da Copa de 1990 com a seleção comandada por Leo Beenhakker.